# Jacareí Rugby
Il Jacareí Rugby è una società di rugby a 15 brasiliana di Jacareí situata nello stato di San Paolo.
Partecipa al massimo campionato brasiliano.

## Storia
Nel 2017 ha conquistato il titolo di campione del Brasile.

## Palmarès
- Campionato brasiliano di rugby: 2  2017, 2024
- Seconda divisione brasiliana di rugby a 15: 2 2014, 2016